# Club Dogo
Club Dogo ist eine italienische Hip-Hop-Gruppe aus Mailand, die 2002 gegründet wurde. Sie bildet gleichzeitig den Kern des Kollektivs Dogo Gang.

## Geschichte
Das Trio nahm 2003 in Eigenproduktion das erste Album Mi Fist auf, das 2004 bei Vibra Records erschien. Durch intensive Livetätigkeiten konnte Club Dogo sich bald eine große Fangemeinde sichern. Mit dem zweiten Album Penna capitale gelang 2006 auch erstmals der Charteinstieg. Nach einem Plattenvertrag mit Virgin Records erschien 2007 schon das Nachfolgealbum Vile denaro, das ein großer Erfolg wurde; die Single Mi hanno detto che… wurde auch im Mainstreamradio gespielt.
Nunmehr bei Universal, veröffentlichte Club Dogo 2009 das Album Dogocrazia, das die Top 10 der Charts erreichte und auch eine Zusammenarbeit mit dem amerikanischen Rapper Kool G Rap enthielt. 2010 war die Gruppe in Biagio Antonaccis Single Ubbidirò zu hören und veröffentlichte die Single Per la gente, die dem Album Che bello essere noi vorausging. Es folgten eine Reihe von Soloprojekten der Club-Dogo-Mitglieder, so veröffentlichte Guè Pequeno 2011 sein Debütalbum Il ragazzo d’oro.
Mit Noi siamo il club meldete sich Club Dogo 2012 zurück und landete sein erstes Nummer-eins-Album. Auch die Singleauskopplungen waren erfolgreich, besonders P.E.S. (mit Giuliano Palma). 2013 erschienen mit Bravo ragazzo und Musica commerciale wieder Soloalben von Guè Pequeno bzw. Jake La Furia, doch im Jahr darauf gelangen ihnen zusammen gleich zwei Nummer-eins-Hits in Folge, nämlich Weekend und Fragili (mit Arisa), die dem nächsten Album Non siamo più quelli di Mi Fist vorausgingen.

## Diskografie

### Alben
| Jahr | Titel Musiklabel                                | Höchstplatzierung, Gesamtwochen, AuszeichnungChartplatzierungen (Jahr, Titel, Musiklabel, Platzierungen, Wochen, Auszeichnungen, Anmerkungen) | Höchstplatzierung, Gesamtwochen, AuszeichnungChartplatzierungen (Jahr, Titel, Musiklabel, Platzierungen, Wochen, Auszeichnungen, Anmerkungen) | Anmerkungen                                                       |
| Jahr | Titel Musiklabel                                | IT | CH | Anmerkungen                                                       |
| ---- | ----------------------------------------------- | --- | --- | ----------------------------------------------------------------- |
| 2003 | Mi Fist Saifam Group                            | IT68 Gold (2021) · (… Wo.)IT | — | Erstveröffentlichung: 2003 Charteinstieg: 2023 Verkäufe: + 25.000 |
| 2006 | Penna capitale Saifam Group                     | IT92 (1 Wo.)IT | — | Erstveröffentlichung: März 2006                                   |
| 2007 | Vile denaro EMI Music                           | IT11 Gold (2024) · (17 Wo.)IT | — | Erstveröffentlichung: 17. Mai 2007                                |
| 2009 | Dogocrazia Universal Music                      | IT7 Gold (2015) · (14 Wo.)IT | — | Erstveröffentlichung: 5. Juni 2009 Verkäufe: + 25.000             |
| 2010 | Che bello essere noi Universal Music            | IT2 Gold (2014) · (10 Wo.)IT | — | Erstveröffentlichung: 5. Oktober 2010 Verkäufe: + 25.000          |
| 2012 | Noi siamo il club Universal Music               | IT1 Platin · (51 Wo.)IT | — | Erstveröffentlichung: 5. Juni 2012 Verkäufe: + 60.000             |
| 2014 | Non siamo più quelli di Mi Fist Universal Music | IT1 Platin · (26 Wo.)IT | CH27 (2 Wo.)CH | Erstveröffentlichung: 9. September 2014 Verkäufe: + 50.000        |
| 2024 | Club Dogo Island Records (UMG)                  | IT1 ×2Doppelplatin · (61 Wo.)IT | CH3 (5 Wo.)CH | Erstveröffentlichung: 12. Januar 2024 Verkäufe: + 100.000         |

### Singles
| Jahr | Titel Album                                       | Höchstplatzierung, Gesamtwochen, AuszeichnungChartsChartplatzierungen (Jahr, Titel, Album, Platzierungen, Wochen, Auszeichnungen, Anmerkungen) | Anmerkungen |
| Jahr | Titel Album                                       | IT | Anmerkungen |
| --- | ------------------------------------------------- | --- | --- |
| 2010 | Spacco tutto Che bello essere noi                 | IT81 (3 Wo.)IT | |
| 2011 | Ubbidirò Inaspettata                              | IT58 (5 Wo.)IT | Erstveröffentlichung: 25. März 2011 Biagio Antonacci feat. Club Dogo                                             |
| 2011 | Le leggende non muoiono mai Thori & Rocce         | IT68 (3 Wo.)IT | Don Joe e Shablo feat. Fibra, J-Ax, Guè Pequeno, Jake La Furia, Marracash, Noyz Narcos & Francesco Sarcina       |
| 2012 | Cattivi esempi Noi siamo il club                  | IT16 (2 Wo.)IT | |
| 2012 | Chissenefrega (in discoteca) Noi siamo il club    | IT29 (15 Wo.)IT | |
| 2012 | P.E.S. Noi siamo il club                          | IT3 ×2Doppelplatin · (37 Wo.)IT | feat. Giuliano Palma Verkäufe: + 60.000                                                                          |
| 2012 | Tutto ciò che ho Noi siamo il club                | IT63 (6 Wo.)IT | feat. Il Cile |
| 2013 | Se il mondo fosse –                               | IT2 Platin · (14 Wo.)IT | Erstveröffentlichung: 30. Juni 2012 mit Emis Killa, Marracash und J-Ax, als Rapper per Emilia Verkäufe: + 30.000 |
| 2013 | Minchia boh! Noi siamo il club (Reloaded Edition) | IT30 (11 Wo.)IT | Erstveröffentlichung: 22. November 2012                                                                          |
| 2014 | Weekend Non siamo più quelli di Mi Fist           | IT1 Gold · (11 Wo.)IT | Erstveröffentlichung: 2. Juni 2014 Verkäufe: + 15.000                                                            |
| 2014 | Fragili Non siamo più quelli di Mi Fist           | IT1 Platin · (23 Wo.)IT | Erstveröffentlichung: 30. Juli 2014 Verkäufe: + 30.000; feat. Arisa                                              |
| 2014 | Sayonara Non siamo più quelli di Mi Fist          | IT16 (1 Wo.)IT | feat. Lele Spedicato                                                                                             |
| 2015 | Dieci anni fa Non siamo più quelli di Mi Fist     | IT85 (1 Wo.)IT | |
| Folgende Lieder erschienen nicht als Single, wurden aber durch das Album zum Download und Streaming bereitgestellt und konnten somit eine Platzierung erlangen: |                                                   | | |
| |                                                   | | |
| 2013 | Con un deca Hanno ucciso l’Uomo Ragno 2012        | IT80 Gold · (1 Wo.)IT | Max Pezzali feat. Club Dogo Verkäufe: + 25.000                                                                   |
| 2024 | Nato per questo Club Dogo                         | IT1 Platin · (15 Wo.)IT | feat. Marracash Verkäufe: + 100.000                                                                              |
| 2024 | Milly Club Dogo                                   | IT2 Platin · (6 Wo.)IT | feat. Sfera Ebbasta Verkäufe: + 100.000                                                                          |
| 2024 | C’era una volta in italia Club Dogo               | IT3 Gold · (4 Wo.)IT | Verkäufe: + 50.000                                                                                               |
| 2024 | Mafia del boom bap Club Dogo                      | IT4 Gold · (4 Wo.)IT | Verkäufe: + 50.000                                                                                               |
| 2024 | King of the jungle Club Dogo                      | IT5 Gold · (4 Wo.)IT | Verkäufe: + 50.000                                                                                               |
| 2024 | Malafede Club Dogo                                | IT6 (3 Wo.)IT | |
| 2024 | Soli a Milano Club Dogo                           | IT7 Gold · (10 Wo.)IT | feat. Elodie Verkäufe: + 50.000                                                                                  |
| 2024 | In sbatti Club Dogo                               | IT8 (3 Wo.)IT | |
| 2024 | Tu non sei lei Club Dogo                          | IT11 (2 Wo.)IT | |
| 2024 | Indelebili Club Dogo                              | IT17 (2 Wo.)IT | feat. Kaze |
| 2024 | Frate Club Dogo                                   | IT18 (2 Wo.)IT | |
| 2024 | Cchiù tiempo Dinastia                             | IT26 (2 Wo.)IT | Co’Sang feat. Geolier                                                                                            |

Weitere Lieder
- 2003: Note Killer – Gold (50.000+)[3]
- 2007: Puro Bogotà (feat. Vincenzo & Marracash) – Gold (35.000+)[3]
- 2010: All’Ultimo respiro – Gold (35.000+)[3]
- 2015: Lisa – Gold (25.000+)[3]

## Bibliografie
- Jake La Furia, Guè Pequeno: La legge del cane. Add, 2010, ISBN 978-88-96873-01-4.

## Belege
1. ↑  Andrea Laffranchi: Club Dogo: «Siamo le Iene del rap: le nostre rime sono accuse». In: Corriere della Sera. RCS MediaGroup, 10. Oktober 2013 (corriere.it [abgerufen am 1. Dezember 2016]).
2. ↑  Chartquellen (Alben):
  - Alben von Club Dogo. In: Italiancharts.com. Hung Medien, abgerufen am 1. Dezember 2016.
  - Alben von Club Dogo. In: Hitparade.ch. Hung Medien, abgerufen am 1. Dezember 2016.
3. 1 2 3 4 5 6 7 8 9 10 11 12 13 14 15 16 17 18 19 20 21  Certificazioni. FIMI, abgerufen am 9. Dezember 2024 (italienisch).
4. ↑  Chartquellen (Singles):
  - Guido Racca & Chartitalia: Top 100 FIMI Singoli. Lulu, 2013, S. 79; 65; 88; 133.
  - Archivio classifiche Top Digital. FIMI, abgerufen am 9. Dezember 2024 (italienisch).